# Nikolai Georgijewitsch Putschkow
Nikolai Georgijewitsch Putschkow (russisch Николай Георгиевич Пучков; * 30. Januar 1930 in Moskau, Russische SFSR; † 8. August 2005 in Sankt Petersburg) war ein russischer Eishockeytorwart und -trainer. Er spielte unter anderem für WWS MWO Moskau und den HK ZSKA Moskau.

## Karriere
Putschkow begann seine Karriere bei WWS MWO Moskau, für den er zunächst als Fußballtorhüter auflief und bis 1952 21 Partien absolvierte. Ab 1950 gehörte er fest zum Eishockey-Kader des Vereins und gewann mit diesem bis zu dessen Auflösung 1953 drei sowjetische Meistertitel. Danach wurde er zu ZSKA Moskau delegiert, wo er bis 1963 spielte und sechs weitere Meistertitel gewann. Insgesamt absolvierte er 220 Ligaspiele in der höchsten sowjetischen Spielklasse.
Putschkow war der erste Torhüter der sowjetischen Nationalmannschaft, die bei ihrem Debüt bei der Eishockey-Weltmeisterschaft 1954 die Goldmedaille gewann. Zwei Jahre später, 1956, wurde Putschkow Olympiasieger in Cortina d’Ampezzo. Bis 1960 gewann er drei weitere Silbermedaillen bei Weltmeisterschaften, bevor er 1963 seine Nationalmannschaftskarriere beendete. Insgesamt stand er in 90 Länderspielen auf dem Eis.
Nach Beendigung seiner Spielerkarriere arbeitete Putschkow als Trainer. Zwischen 1973 und 1974 war er Co-Trainer von Wsewolod Bobrow bei der Sbornaja und betreute diese bei der Weltmeisterschaft 1973 und 1974.
Zwischen 1963 und 1980 sowie in der Saison 2001/02 betreute er den SKA Leningrad, mit dem er 1971 mit dem dritten Platz in der sowjetischen Meisterschaft den größten Erfolg der Vereinsgeschichte erreichte. Zudem gewann er mit SKA 1970 und 1971 den Spengler Cup. Zwischen 1980 und 1990 war er Cheftrainer von Ischorez Leningrad.
Von 2002 bis zu seinem Tod arbeitete Putschkow im Nachwuchsbereich und der Sportschule des SKA Sankt Petersburg. Putschkow starb im Alter von 75 Jahren und wurde auf dem Nord-Friedhof in Sankt Petersburg begraben. 2007 wurde eine Schule für Eishockeytorwarte gegründet, die den Namen Nikolai Georgijewitsch Putschkow trägt.